# Yasmine Mohammed
Yasmine Mohammed ( nascida em 1974 em Vancouver,  Canadá) é uma educadora canadense e ex-muçulmana, ativista dos direitos humanos e autora crítica do Islã. Yasmine, que escapou de um casamento forçado e abusivo com um agente da Al-Qaeda, tornou-se defensora dos direitos das mulheres por meio de sua organização sem fins lucrativos Free Hearts, Free Minds. Ela é membro do Center for Inquiry Speaker's Bureau  e do conselho consultivo do Brighter Brains Institute. 
Yasmine Mohammed dirige um site chamado Confissões de uma ex-muçulmana. Por meio de sua iniciativa Free Hearts, Free Minds, ela apóia ex-muçulmanos enrustidos de países de maioria muçulmana e coordena uma campanha online chamada #NoHijabDay contra o Dia Mundial do Hijab.
Yasmine Mohammed foi entrevistada por Sam Harris, Seth Andrews e vários veículos de notícias de vários países e, em 2019, publicou o livro Unveiled: How Western Liberals Empower Radical Islam (em tradução livre: “Desvelado - Como os progressistas do Ocidente empoderam o Islã radical”)

## Família e infância
A mãe de Yasmine Mohammed é egípcia, sobrinha do ex-presidente Mohammed Naguib, e seu pai é palestino. Ela nasceu em Vancouver, British Columbia, Canadá. 
A família viveu uma vida secular até que seu pai a deixou quando ela tinha dois anos, deixando sua mãe com três filhos pequenos.  A mãe de Yasmine buscou comunidade e apoio em uma mesquita local, onde conheceu um homem que disse que a apoiaria. Ele já era casado, tinha três filhos, mas ela se tornou sua segunda esposa.   Yasmine tinha nove anos na época,  e afirma que a situação de sua mãe melhorou, já que seu novo marido não a abusava como seu primeiro marido. No entanto, Yasmine afirmou em uma entrevista com Sam Harris que seu padrasto era fisicamente abusivo com ela e seus irmãos. Sua mãe se tornou uma muçulmana "nascida de novo", o que mudou a vida de Yasmine. Ela não tinha mais permissão de sair para brincar com seus amigos e tinha que orar cinco vezes ao dia.  Era forçada a usar um hijab e foi espancada por não memorizar o Alcorão.  Ela começou a frequentar uma escola islâmica que foi estabelecida na mesquita.  Quando ela tinha 13 anos, ela contou a um professor de confiança sobre o abuso que estava sofrendo e mostrou a ele suas cicatrizes nos braços e pulsos. A polícia foi chamada e o caso foi a tribunal, mas Yasmine afirma que o juiz decidiu que, por sua família ser árabe, eles tinham o direito de discipliná-la dessa maneira. Ela afirma que isso a fez sentir que não importava tanto quanto as outras crianças. 
Yasmine sempre descreveu a maneira como ela foi criada como "má".  Ela começou a usar o niqāb aos 19 anos, após ser apresentada a seu futuro marido. 

### Casamento forçado com um agente da Al-Qaeda
Quando Yasmine tinha 20 anos, foi forçada a se casar com um membro da Al-Qaeda e teve uma filha com ele.   Mais tarde, ela escapou do casamento para proteger a filha da ameaça de mutilação genital feminina.  Ela mudou seus nomes e se mudou para uma cidade diferente, pois estava preocupada que sua filha fosse sequestrada e criada como muçulmana. Embora acreditasse que seu marido estava na prisão, ela continuou assustada porque ele era membro da Al-Qaeda.   Após sua fuga de volta para o Canadá, ela conseguiu empréstimos estudantis  e frequentou a Universidade de British Columbia, onde teve aulas de história da religião e começou a examinar o Islã de forma mais crítica pela primeira vez. 

## Ativismo
O Dia sem Hijab é um dia para apoiar mulheres corajosas em todo o mundo que querem se livrar do hijab. Mulheres que querem decidir por si mesmas o que usar ou não usar na cabeça. Mulheres que lutam contra governos misóginos que as prenderão por removerem seu hijab ou contra famílias e comunidades abusivas que as condenarão ao ostracismo, abusarão e até mesmo as matarão.

Mohammed, Yasmine 
Yasmine Mohammed decidiu começar a falar depois de assistir Ben Affleck e Sam Harris debaterem o Islã em Tempo Real com Bill Maher.   Ela criticou tanto o Islã quanto a esquerda - que ela acusa de permitir inadvertidamente o Islã radical por meio de seu trabalho de luta contra a chamada islamofobia.  Yasmine Mohammed é uma oponente vocal à prática de usar o hijab, bem como a tentar promover seu uso. Para protestar contra o Dia Mundial do Hijab, ela promoveu a hashtag #NoHijabDay nas redes sociais, vendo o hijab como "uma ferramenta de opressão - uma vestimenta que perpetua a cultura do estupro ".  
Yasmine Mohammed também arrecadou dinheiro para acomodar Rahaf Mohammed, uma solicitante de asilo que fugiu da Arábia Saudita para o Canadá para escapar de sua família abusiva.  De acordo com Erich J. Prince, Yasmine Mohammed se tornou uma comentarista frequente sobre a relação do Islã com o Ocidente, especialmente no Canadá. 
Yasmine Mohammed foi uma testemunha no Comitê Permanente do Patrimônio Canadense em 8 de novembro de 2017 a respeito da inclusão da palavra Islamofobia na Moção 103. Ela indicou que o objetivo da moção é "... acabar com o preconceito contra os seres humanos.", mas argumentou que o termo “islamofobia” não protege os muçulmanos, mas sim a ideologia do Islã.  Yasmine Mohammed foi uma das várias testemunhas que advertiram os membros do comitê a não terem pressa em legislar devido ao "crescente clima público de ódio e medo". Ela e outras testemunhas recomendaram que as leis existentes precisam ser aplicadas e fortalecidas para conter o ódio e a discriminação contra todos os canadenses e não apenas um grupo de canadenses. 
De acordo com o Jerusalem Post, Y. Mohammed é uma voz significativa na comunidade ex-muçulmana, falando para audiências em todo o mundo. 

### Free Hearts, Free Minds
Yasmine  Mohammed fundou uma organização sem fins lucrativos chamada Free Hearts, Free Minds, que ajuda ex-muçulmanos que vivem em países de maioria muçulmana com penas de morte sancionadas pelo Estado por deixarem o Islã.  A organização oferece aconselhamento psicológico para pessoas que estão deixando o Islã, especialmente com foco na prestação de serviços a mulheres da Arábia Saudita e indivíduos LGBT do mundo muçulmano. 

## Publicação
Yasmine  Mohammed escreveu um livro de memórias intitulado Unveiled: How Western Liberals Empower Radical Islam. que foi publicado por ela mesma em 25 de setembro de 2019.  Ela recebeu negativas de editoras por dois anos, antes de ser convencida por Sam Harris a publicar por conta própria.  O livro de memórias descreve sua educação em uma família islâmica fundamentalista no Canadá, seu padrasto batendo na planta de seus pés por não recitar suas orações corretamente, sendo casada contra sua vontade com um agente da Al-Qaeda, sua fuga e subsequente ativismo. 
Em uma entrevista com Seth Andrews, apresentador do podcast The Thinking Atheist, Andrews questionou sua escolha de título. Como nem todos os liberais ocidentais fortalecem o Islã radical, ele pensou que o título poderia ter sido Revelado: Quantos liberais ocidentais fortalecem o Islã radical. Mohammed respondeu que um título mais preciso para o livro poderia ter sido Como alguns liberais ocidentais involuntariamente capacitam o Islã radical, mas isso não teria captado a atenção suficiente. 

## Vida pessoal
Yasmine Mohammed casou-se novamente e tem duas filhas, uma do primeiro casamento e outra do segundo.  Ela rompeu os laços com sua mãe depois que ela ameaçou matá-la porque ela não usaria mais seu hijab e  havia se tornado uma descrente. 